# Бугунь (село)
Бугу́нь (каз. Бөген) — село у складі Ордабасинського району Туркестанської області Казахстану. Адміністративний центр Бугунського сільського округу.
Населення — 3168 осіб (2021; 4117 у 2009, 3752 у 1999, 4196 у 1989).